# سیلوه بنتسون
سیلوه بنتسون (سوئدی: Sylve Bengtsson; ۲ ژوئیهٔ ۱۹۳۰ – ۳۰ آوریل ۲۰۰۵) بازیکن فوتبال اهل سوئد بود.
از باشگاه‌هایی که در آن بازی کرده‌است می‌توان به باشگاه فوتبال هالمستاد و باشگاه فوتبال هلسینگبورگس اشاره کرد.
وی همچنین در تیم ملی فوتبال سوئد بازی کرده‌است.
وی در مسابقات کشوری و بین‌المللی در مجموع برندهٔ ۱ مدال برنز شده‌است.